# Epicharis pygialis
Epicharis pygialis är en biart som först beskrevs av Heinrich Friese 1900.  Epicharis pygialis ingår i släktet Epicharis och familjen långtungebin. Inga underarter finns listade i Catalogue of Life.